# Franjelipvleermuis
De franjelipvleermuis (Trachops cirrhosus)  is een zoogdier uit de familie van de bladneusvleermuizen van de Nieuwe Wereld (Phyllostomidae). De wetenschappelijke naam van de soort werd voor het eerst geldig gepubliceerd door Spix in 1823.

## Kenmerken
De lippen van deze breedvleugelige , krachtig vliegende vleermuis zijn bezet met kleine, wratachtige papillen, waarvan de functie nog onduidelijk is.

## Leefwijze
Zijn jachtgebied omvat sloten, beken en andere kleine waterlopen. Zijn voedsel bestaat uit insecten, hagedissen en kikkers, die hij waarschijnlijk localiseert aan de hand van het door de prooien voortgebrachte geluid in plaats van via zijn eigen echolocatie. Overdag verblijft het dier in een holle boom of grot.

## Verspreiding
Deze in groepsverband levende soort komt voor in de tropische bossen van Oaxaca (Mexico) tot noordelijk Zuid-Amerika, met name Guyana, zuidoostelijk Brazilië, Bolivia en Ecuador.